# 서시흥 요금소

서시흥 요금소

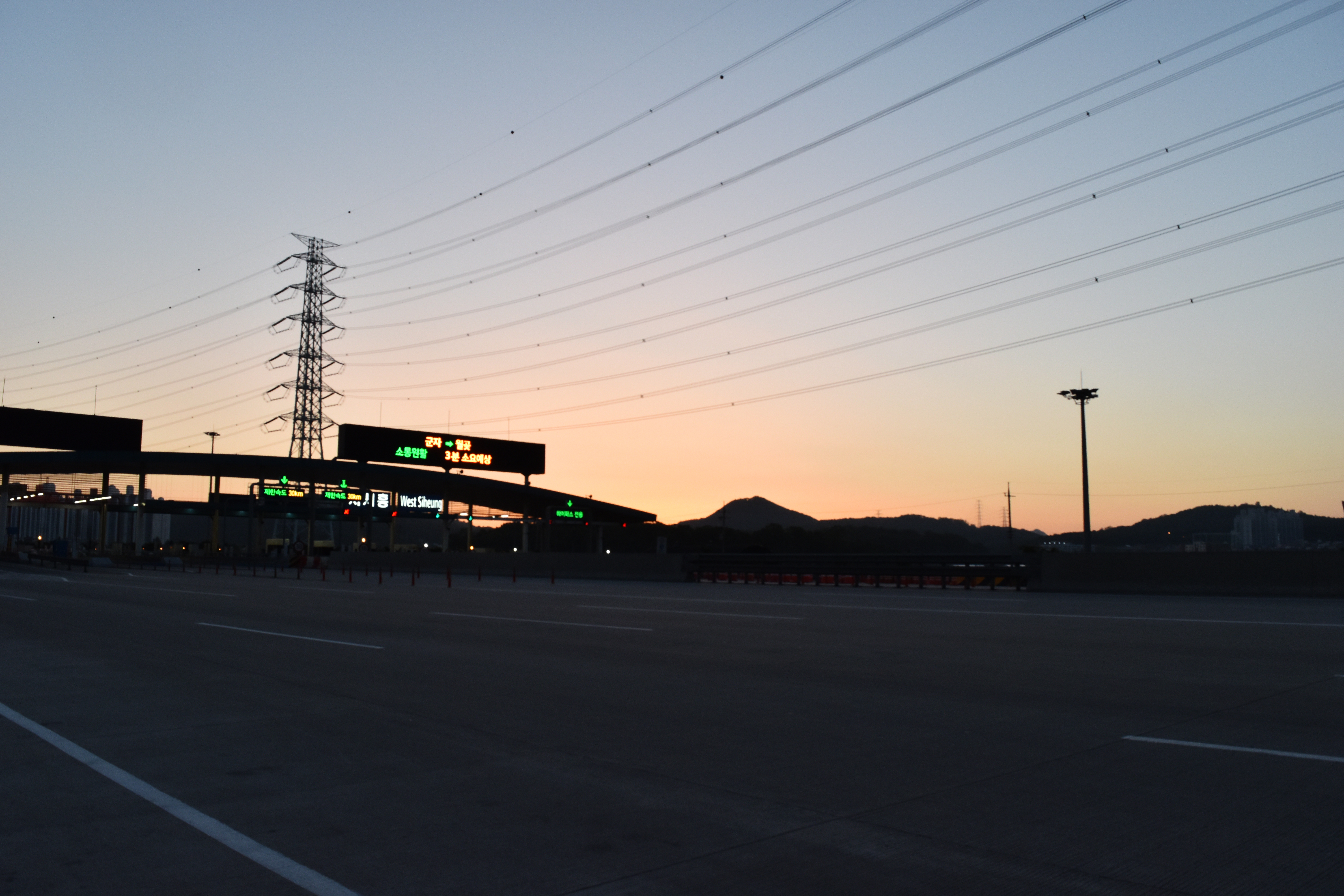
해뜰 무렵의 서시흥 요금소

서시흥 요금소(西始興料金所, W.Siheung TG)는 경기도 시흥시 평택시흥고속도로 37 (죽율동)에 위치한 평택시흥고속도로 본선 상의 요금소이다. 군자 분기점에서 남쪽으로 610m, 남안산 나들목에서 북쪽으로 2.66km 떨어져 있다.
2013년 3월 28일 평택시흥고속도로가 개통하면서 영업을 개시했으며, 장안 요금소와 달리 양방향 요금소가 설치되어 있다. 관리는 제2서해안고속도로 서시흥영업소에서 하고 있다. 평택시흥고속도로 계획 당시 가칭은 정왕 요금소였으나 당시 경기도 시흥시 정왕동 1772-8에 위치했던 제3경인고속화도로 정왕 나들목의 진출입 전용 요금소인 정왕 요금소와 명칭 혼동의 우려가 있어 2013년 1월 13일에 현재의 서시흥 요금소로 변경되었다.

## 연혁
- 2013년 1월 13일: 기존 가칭인 정왕 요금소에서 서시흥 요금소로 변경
- 2013년 3월 28일 : 평택시흥고속도로 개통과 함께 통행 개시[1]

## 교통량 정보
| 요금소          | 통행량 (대/일) | 통행량 (대/일) | 통행량 (대/일) | 통행량 (대/일) | 통행량 (대/일) | 통행량 (대/일) | 통행량 (대/일) | 각주  |
| 요금소          | 2013년         | 2014년         | 2015년         | 2016년         | 2017년         | 2018년         | 2019년         | 각주  |
| --------------- | -------------- | -------------- | -------------- | -------------- | -------------- | -------------- | -------------- | ----- |
| 서시흥 (폐쇄식) | 24,477         | 27,132         | 16,001         | 15,782         | 15,731         | 16,045         | 16,239         | [ 2 ] |